# ロッツォ・アテスティーノ
ロッツォ・アテスティーノ（伊: Lozzo Atestino）は、イタリア共和国ヴェネト州パドヴァ県にある、人口約3,000人の基礎自治体（コムーネ）。

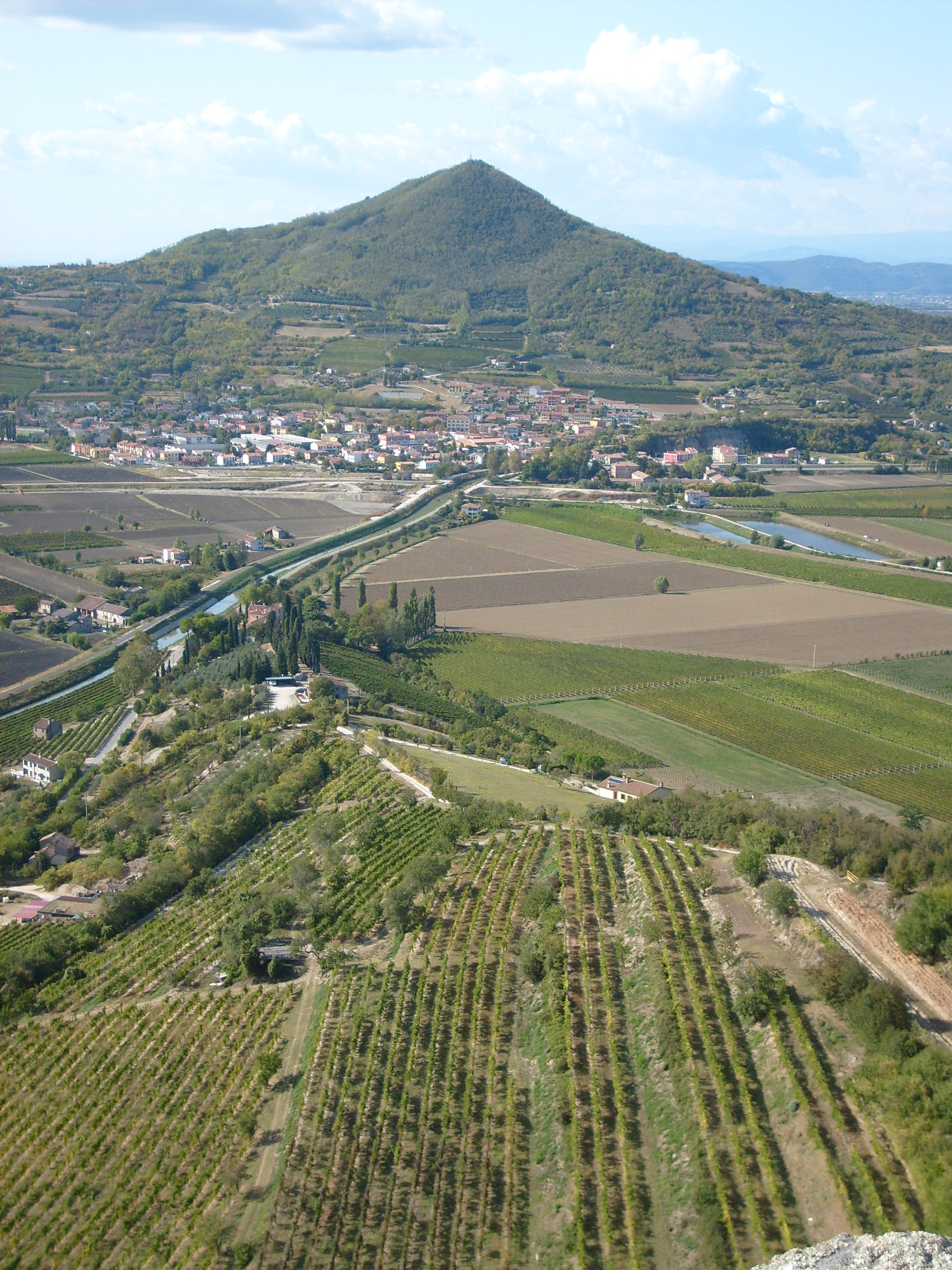
Monte Lozzo

## 地理

### 位置・広がり

#### 隣接コムーネ
隣接するコムーネは以下の通り。括弧内のVIはヴィチェンツァ県所属を示す。
- アグリアーロ (VI)
- バオーネ
- チント・エウガーネオ
- エステ
- ノヴェンタ・ヴィチェンティーナ (VI)
- オスペダレット・エウガーネオ
- ヴォー

### 気候分類・地震分類
ロッツォ・アテスティーノにおけるイタリアの気候分類 (it) および度日は、zona E, 2487 GGである。
また、イタリアの地震リスク階級 (it) では、zona 3 (sismicità bassa) に分類される。

## 行政

### 分離集落
ロッツォ・アテスティーノには、以下の分離集落（フラツィオーネ）がある。
- Chiavicone, Lanzetta, Valbona